# Physical layer pipe
Els Physical layer pipe (PLP) són canals lògics de transport de dades d'un o més serveis amb un esquema de modulació i robustesa. Corresponen a una de les principals diferències entre el DVB-T i el DVB-T2 (també entre el C i C2) i permeten augmentar la protecció i la solidesa del sistema, i el que és més important, pot fer servir una modulació diferent per a cada servei. Fins a 256 PLP's poden ser modulats independentment. A més a més, un mateix PLP pot agrupar diferents serveis si es desitja, i cada PLP es pot multiplexar per divisió en temps i/o freqüència. Tots els PLP tenen un identificador PLP_ID de 8 bits per detectar-lo dintre el sistema. Fins a 256 PLP's poden ser modulats independentment. Els diferents PLPs es transmeten en paral·lel fins que són ajuntats en el bloc d'OFDM, transmesos i separats de nou al desmodular el señal OFDM, per a ser descodificats de nou en paral·lel.

## Història

### Investigació preliminar
El març del 2006, DVB va decidir estudiar opcions per a un estàndard DVB-T millorat. El juny de 2006, el grup DVB va establir un grup d’estudi formal anomenat TM-T2 (mòdul tècnic sobre la pròxima generació de DVB-T) per desenvolupar un esquema de modulació avançat que podria adoptar un estàndard de televisió digital terrestre de segona generació. DVB-T2.
Segons els requisits comercials i la demanda de tecnologies publicats a l'abril de 2007, la primera fase del DVB-T2 es dedicaria a proporcionar una recepció òptima per a receptors estacionaris (fixos) i portàtils (és a dir, unitats que poden ser nòmades, però no totalment mòbil) mitjançant antenes existents, mentre que una segona i tercera fase estudiarien mètodes per proporcionar càrregues útils més altes (amb antenes noves) i el problema de recepció mòbil. El nou sistema hauria de proporcionar un augment mínim del 30% en la càrrega útil, en condicions de canal similars que ja s’utilitzen per al DVB-T.
La BBC, ITV, Channel 4 i Channel 5 van acordar amb el regulador Ofcom convertir un múltiplex britànic (B o PSB3) a DVB-T2 per augmentar la capacitat de televisió d'alta definició a través de la TDT. Esperaven que la primera regió televisiva que fes servir el nou estàndard seria Granada el novembre del 2009 (amb les regions canviats existents canviant al mateix temps). S'esperava que amb el pas del temps es vendrien suficients receptors DVB-T2 per canviar totes les transmissions de TDT a DVB-T2 i H.264.
Ofcom va publicar la seva decisió final el 3 d'abril de 2008 per a la televisió d'alta definició amb DVB-T2 i H.264: BBC HD tindria una ranura HD després del canvi digital (DSO) a Granada. ITV i C4 havien sol·licitat, com era d’esperar, Ofcom per a les dues ranures HD addicionals disponibles del 2009 al 2012.
Ofcom va indicar que va trobar un canal no utilitzat que cobria el 3,7 milions de llars a Londres, que es podrien utilitzar per emetre el múltiplex DVB-T2 HD a partir del 2010, és a dir, abans de DSO a Londres. Ofcom va indicar que buscarien més canals UHF no utilitzats en altres parts del Regne Unit, que es puguin utilitzar per al múltiplex DVB-T2 HD des del 2010 fins al DSO.

### L'especificació DVB-T2

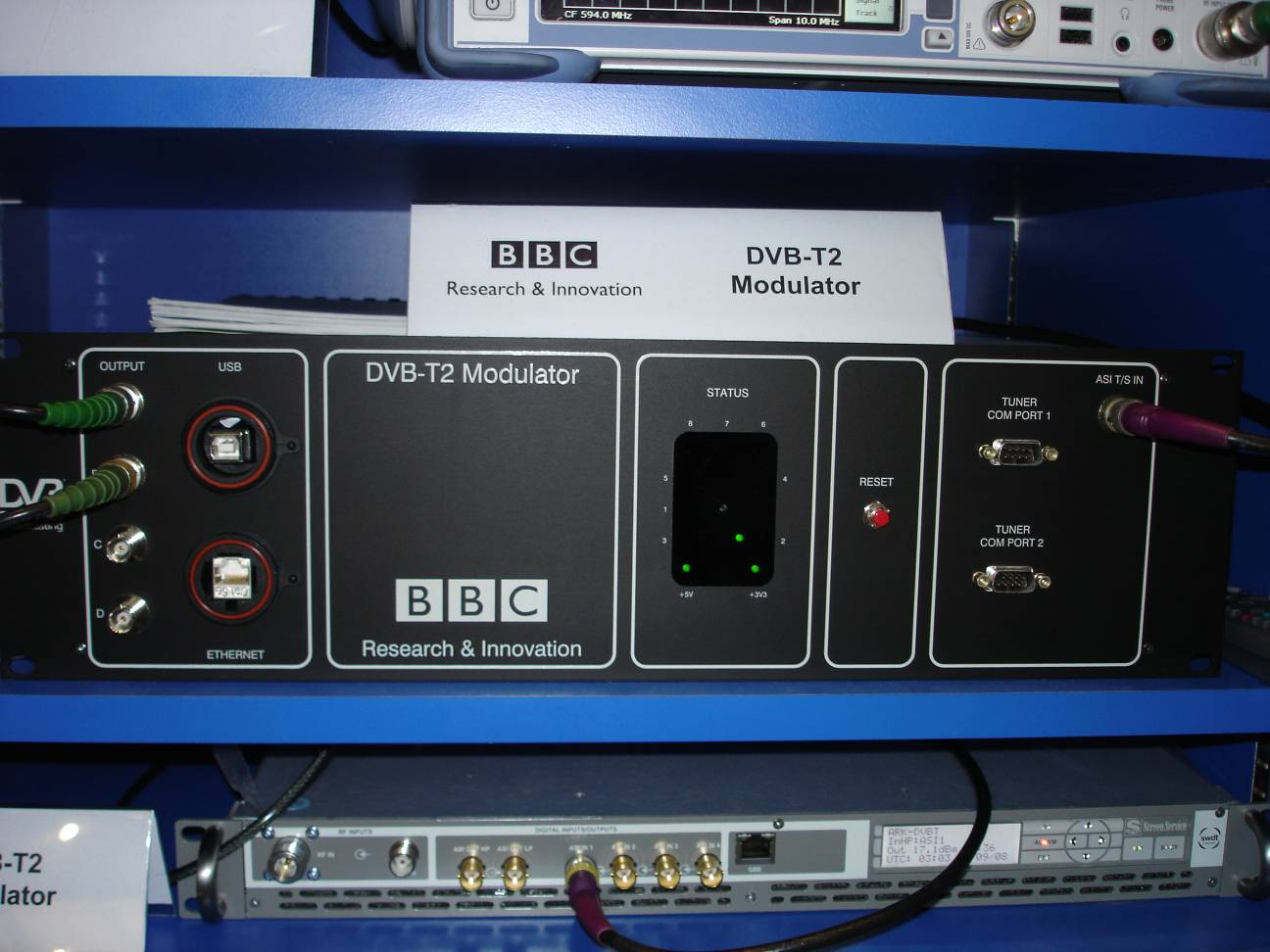
Modulador de proves DVB-T2 desenvolupat per BBC Research & Development

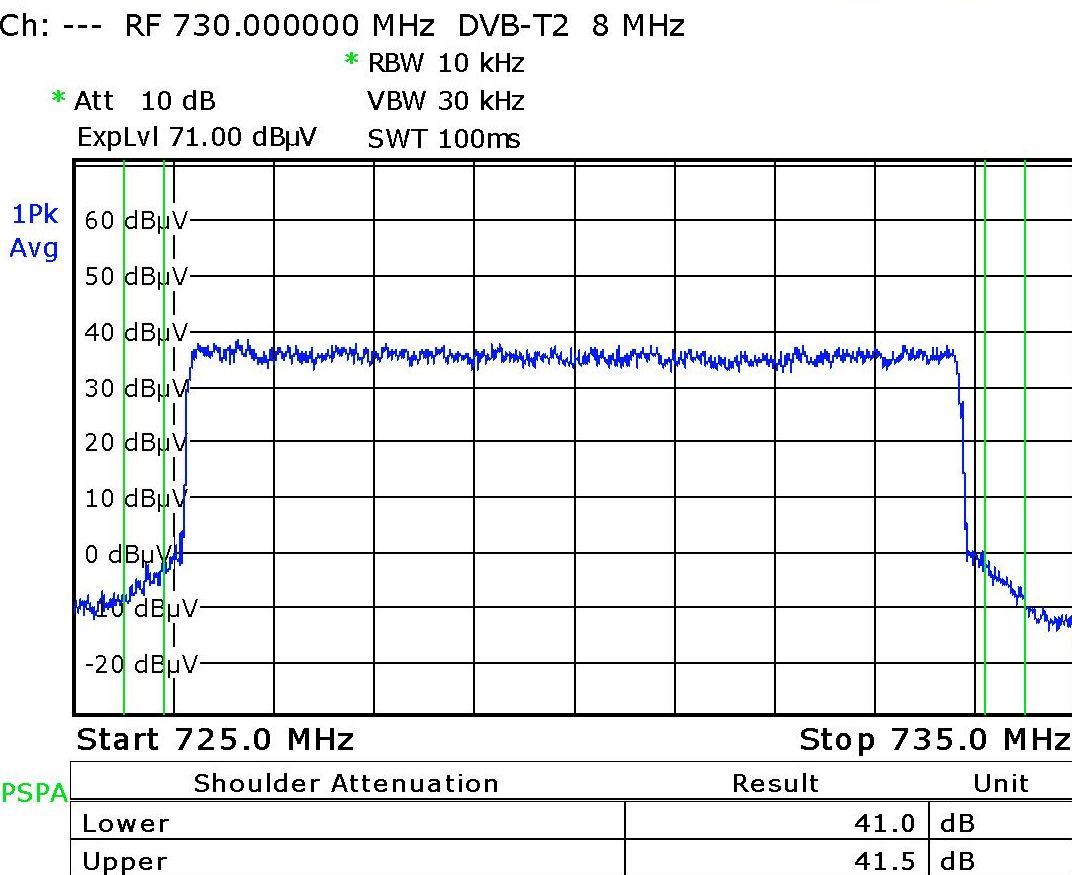
Espectre d’un senyal DVB-T2 (Canal de 8 MHz)

L'esborrany de l'estàndard DVB-T2 va ser ratificat per la Junta Directiva DVB el 26 de juny de 2008, i publicat a la pàgina principal de DVB com a BlueBook estàndard DVB-T2. Va ser lliurat a l'European Telecommunications Standards Institute (ETSI) per DVB. ORG el 20 de juny de 2008. El procés ETSI va donar lloc a l'adopció de l'estàndard DVB-T2 el 9 de setembre de 2009. El procés ETSI va tenir diverses fases, però els únics canvis van ser aclariments de text. Com que l'especificació de la capa física DVB-T2 estava completa i no hi hauria més millores tècniques, el disseny del xip VLSI del receptor va començar amb confiança en l'estabilitat de les especificacions. També es va acordar amb el grup DVB-TM-GBS un esborrany de document d’especificacions PSI / SI (informació sobre el programa i el sistema).

### Proves
Els receptors de prototipus es van mostrar al setembre de l'IBC de 2008 i la versió més recent a l'IBC de 2009 a Amsterdam. Alguns altres fabricants van demostrar DVB-T2 a IBC 2009, incloent Albis Technologies, Arqiva, DekTec, Enensys Technologies, Harris, Pace, Rohde &amp; Schwarz, Tandberg, Thomson Broadcast i TeamCast. A partir del 2012, Appear TV també produeix receptors DVB-T2, moduladors DVB-T2 i passarel·les DVB-T2. Altres fabricants que preveuen el llançament d'equips DVB-T2 inclouen Alitronika, CellMetric, Cisco, Digital TV Labs, Humax, NXP Semiconductors, Panasonic, ProTelevision Technologies, Screen Service, SIDSA, Sony, ST Microelectronics i T-VIPS. La primera prova d'un transmissor de televisió real va ser realitzada per la BBC Research &amp; Development les darreres setmanes de juny de 2008 mitjançant el canal 53 del transmissor Guildford, al sud-oest de Londres: la BBC havia desenvolupat i construït el prototip modulador/demodulador en paral·lel. amb l'estàndard DVB-T2 inacabat, en fase de redacció. Altres empreses com ENKOM o IfN desenvolupen un descodificador basat en software.
NORDIG va publicar una especificació i requisit de rendiment del receptor DVB-T2 l'1 de juliol de 2009. Al març de 2009, el Digital TV Group (DTG), l'associació industrial de televisió digital al Regne Unit, va publicar l'especificació tècnica per als serveis d'alta definició de televisió digital terrestre (Freeview) mitjançant el nou estàndard DVB-T2. La casa DTG va provar els productes Freeview HD amb aquesta especificació.
Moltes proves de transmissió mitjançant aquest estàndard es troben en procés a França, a prop de Rennes CCETT.
El DVB-T2 es va provar l'octubre de 2010, a la regió de Ginebra, amb el repetidor de Mont Salève, a la banda UHF del canal 36. Una furgoneta mòbil estava provant la recepció, la força i la qualitat, amb ordinadors especials que s’utilitzaven com a analitzadors d’espectre i provadors de constel·lació vectorial. La furgoneta es movia al cantó de Ginebra (Suïssa) i a França (Annemasse, Pays de Gex). Tot i així, no es va fer cap demostració al TELECOM 2011 a Palexpo.

## Tipus de PLP's[15]
Segons la seva funció, i la manera en què es distribueixen a la trama T2, els PLP's tenen la següent classificació.
Comuns: s'encarreguen de transportar les dades que comparteixen entre si tots els altres PLP's. D'aquesta manera només s'ha de transportar una vegada i no repetir la mateixa 	informació en cada PLP.
Tipus 1: PLP amb informació pròpia d'un servei. Aquest tipus de PLP's s'envien en un únic interval de la trama T2
Tipus 2: PLP amb informació pròpia d'un servei. S'envien en 2 o més intervals de la trama T2, amb un màxim de 6480 subintervals.
A més a més cada trama T2, té dos components bàsics al principi: els símbols P1 i P2
- Símbols P1: indiquen el començament de la trama T2. Conté diferent informació referida a freqüència, FFT...
- Símbols P2: conte informació principalment sobre la repartició de cel·les i informació sobre PLP's.

La trama T2 es divideix en cel·les. Aquestes cel·les conten els diversos tipus d'elements esmentats abans. Els PLP's comuns són transmesos al principi, seguits pels data tipus 1. Els PLPs data tipus 2 es transmeten després dels de tipus 1, com hem dit, en més d'un interval. Els símbols P2, són els encarregats de decidir a quines cel·les anirà cada subinterval dels PLP’s data tipus 2. L'ordre dels elements de la trama T2 és innegociable, i en totes les trames serà la mateixa.

## Modes de funcionament

### Mode A
Mode de funcionament del sistema DVB-T2 en el que només es transmet un PLP. També anomenat Single PLP. Transport stream complet mapejat en un únic PLP, modulació i codificació constant, similar al DVB-T, ja que tampoc controla cada servei per separat.

### Mode B
Mode de funcionament del sistema DVB-T en el que s'utilitzen múltiples PLP's. Com hem dit abans, això ens permet que cada servei o conjunt de serveis tingui una modulació pròpia. (255 PLP’s maxim). Pot oferir més robustesa a algun dels serveis desitjats, important per a la recepció mòbil, permet un estalvi d'energia, ja que al poder modular cada servei per separat, cada un obté la taxa de bits que s'ajusta més als seus requeriments, i és necessari per utilitzar TFS amb la complexitat raonable (dos sintonitzadors inclús amb sis freqüències de RF)